# Villeneuvia aestuum
Villeneuvia aestuum är en tvåvingeart som först beskrevs av Villeneuve 1902.  Villeneuvia aestuum ingår i släktet Villeneuvia och familjen husflugor. Arten har ej påträffats i Sverige. Inga underarter finns listade i Catalogue of Life.